# TV3 Televizija
TV3 es el canal de televisión comercial más grande establecido por Viasat, con siete canales diferentes en Escandinavia (Dinamarca, Noruega, Suecia (desde 1987) y los Estados Bálticos (Estonia (desde 1996), Letonia (desde 1998) y Lituania ( desde 1993), así como en Hungría (desde 2000, sobre la base de VIASAT3) .Desde 2017, la TV ha pertenecido al Grupo TV3.

## Distribución
TV3 se transmite en canales de TV digital (comprimido en formato MPEG-4) en la primera red de TV digital LRTC, junto con los canales BTV, Info TV, Lux!, LNK, LRT Plus, LRT TV, TV6, TV1 y TV8.
La mayoría de los televidentes pueden ver el canal.
TV3 está incluido en algunos paquetes satelitales.

## Historia
TV3 apareció por primera vez en 1987. 31 de diciembre Suecia, Dinamarca y Noruega.
1996 TV3 se estableció en Estonia.
1997 El canal TV3 se estableció en Lituania.
1998 TV3 se estableció en Letonia.
2000 El canal VIASAT3 se estableció en Hungría.
MTG combinó TV gratis y TV de pago. Las dos divisiones se reorganizaron y fusionaron en un solo Viasat Broadcasting Group, una red de televisión internacional que sirve a los televidentes escandinavos por satélite. A principios del año pasado, se decidió que Viasat uniría a los países vecinos del Báltico, aunque los canales de TV3 se mostrarán en ellos a través de la red terrestre. Todos los canales de TV3 en los países escandinavos y bálticos han recibido las mismas pantallas, por lo que los espectadores en cualquiera de estos países pueden reconocer fácilmente el canal.
- Datos: Q97178538